# Giacomo Antonini (generale)
Giacomo Antonini (Prato Sesia, 29 ottobre 1792 – Borgosesia, 5 novembre 1854) è stato un generale e politico italiano.

## Biografia
Iniziò la propria carriera militare nel 1811. Come ufficiale dell'esercito di Napoleone I fu prima in Dalmazia e poi in Russia. Qui venne fatto prigioniero, fuggì in Siberia e ritornato in patria fu decorato con la Legion d'onore e la promozione a tenente colonnello. Nel prosieguo della propria carriera militare fu a capo di una spedizione in Savoia e poi nel corso della battaglia di Monte Berico perse il braccio destro (l'arto amputato, poi imbalsamato, è conservato nella Pinacoteca di Varallo).
È stato deputato del Regno di Sardegna per quattro legislature, dal 1848 al 1853.
A Varallo, sul ponte sopra il torrente Mastallone, sorge un monumento a lui dedicato realizzato dallo scultore Pietro della Vedova.